# Akkalkot
Akkalkot (Marathi: अक्कलकोट, Akkalkoṭ) ist ein Ort mit etwa 40.000 Einwohnern im indischen Bundesstaat Maharashtra.
Er liegt im Distrikt Solapur, 40 km südlich der Distriktshauptstadt Solapur, an der Grenze zum Bundesstaat Karnataka.
Akkalkot war Hauptstadt des früheren Fürstenstaates Akalkot.

## Geographie
Der Ort erstreckt sich über eine Fläche von 1.407 km2 und umfasst neben der Stadt 138 Dörfer. Die Gesamtbevölkerung der Stadt beträgt ungefähr 314.570 (Volkszählung 2011), was einer Bevölkerungsdichte von 222 pro km2 entspricht. Jowar, Bajra und Hülsenfrüchte sind die Hauptkulturen von Akkalkot. Akkalkot wird routinemäßig von Dürre heimgesucht, da es in einen Regenschatten fällt und auch kein größerer Fluss durch diese Ortschaft fließt. Der Boden gilt als "mittel bis tief schwarz" und ist von hoher Qualität.

## Religion
Akkalkot ist sehr berühmt für "Khwaja Daud Dargah", eine alte Moschee, welche sinnbildlich für die friedliche Zeit des Islams in dieser Region steht. Viele Menschen versammeln sich, um die Moschee zu besuchen, und für den Monat Muharram schließen sich Menschen an und erfüllen Aufgaben als ihre Religion.

## Demographie
Bei der Volkszählung 2011 in Indien hatte Akkalkot eine Bevölkerung von 40.103 Einwohnern, von denen 20051 männlich und 20052 weiblich waren. Akkalkot weist eine durchschnittliche Alphabetisierungsrate von 63 % auf, die über dem nationalen Durchschnitt von 59,5 % liegt. 59 % der Männer und 41 % der Frauen lesen und schreiben. 14 % der Bevölkerung sind jünger als 6 Jahre.

## Sprachen
Obwohl Marathi die offizielle Sprache in der Stadt und Taluka ist, ist Kannada aufgrund der Nähe von Akkalkot zum Nachbarstaat Karnataka die Hauptsprache im Tehsil, da viele Schulen Unterricht in Kannada-Medium anbieten. Darüber hinaus kann Hindi von vielen Menschen verstanden werden, insbesondere in der Stadt Akkalkot und in Dudhani.

## Fürstentum Akkalkot

Flagge des Fürstentums Akkalkot

Während des britischen Raj war Akkalkot ein fürstlicher Staat, der von der königlichen Bhonsale-Dynastie regiert wurde. Der nicht salutierte Staat fiel unter die Deccan States Agency und wurde vom Staat Hyderabad und der Präsidentschaft der Präsidentschaft von Bombay begrenzt. Die Fläche des Staates betrug 498 Quadratmeilen. Im Jahr 1911 hatte der Staat ein geschätztes Einkommen von 26.586 Rupien und zollte dem britischen Raj einen Tribut von 1.000 Rupien zahlen. 1901 hatte er 82.047 Einwohner, während die Stadt selbst in diesem Jahr 8.348 Einwohner hatte. Die Bevölkerung des Staates betrug 1921 81.250, vergleichbar mit 1901, verzeichnete jedoch ein Wachstum von 9 %, gefolgt von einem Rückgang in den letzten 20 Jahren. Die Bevölkerung der Stadt im Jahr 1921 war 9.189. Zwischen 1901 und 1911 wuchs die Bevölkerung des Staates um 9 %, danach ging sie bis 1921 auf 81.250 zurück.

## Bildung
Akkalkot hat zahlreiche Bildungseinrichtungen. Die Shri Shahaji High School (125 Jahre altes Institut), die Mangrule High School der Karnatak Lingayat Education Society und die Kashiraya Kaka Patil High School sind einige der großen Schulen. CB Khedgis Basaveshwar Science Raja Vijaysinh Commerce und Raja Jaysinh Arts College, Shri Vatavriksha Swami Maharaj Devashtans Polytechnic bieten Hochschulbildung an. Akkalakot taluka hat eine große Anzahl von Kannada-Schulen.

## Sehenswürdigkeiten
Die Hauptattraktionen in Akkalkot sind:
- New Palace & Armory Museum
- Mallikarjun Tempel
- Khandoba-Tempel
- Tolambabai Mandir
- Shri Swami Samarth Samadhi Math
- Sonya Maruti Mandir
- Shir Swami Samarth Annachatra
- Shaikh Nuroddin Baba Chisti Dargah
- Hatti Panzer
- Ballappa Math
- Shri Swami Samarth Maharaj Tempel
- Shri Swami Samarth Rajerai Mathematik
- Shivpuri
- Der Bahnhof Akkalkot Road
- Kashi Vishweshwar, Jeur
- Kurnur
- Shri Jagrut Maruti Tempel
- Burhanpur
- Hydra